# Дигитлинское сельское поселение
Дигитлинское сельское поселение — упразднённое сельское поселение в Мамадышском районе Татарстана.
Административный центр — село Дигитли.
В состав поселения входят 2 населённых пункта.

## Административное деление
- с. Дигитли
- с. Покровское